# Robert Barry
Robert Barry est un artiste américain né à New York en 1936 et représentant de l'art conceptuel.

## Biographie
Robert Barry est né et a grandi au Bronx. Diplômé du Hunter College, il y étudie sous la direction des artistes William Baziotes et Robert Motherwell.
Robert Barry participe depuis les années 1960 aux principales exposition d'art conceptuel. Ses œuvres consistent en des installations ou des performances.
Il s'est intéressé aux phénomènes physiques, les champs électromagnétiques, les gaz inertes, les fréquences électromagnétiques d'ultrasons (Inert Gas Series, 1969). Son travail se concentre sur le détournement des limites physiques de l'objet d'art.
En 1969, il organise une exposition qui consiste à fermer la galerie pendant la durée de l'exposition afin de montrer que l'art n'est pas quelque chose que l'on peut montrer entre des murs, mais qu'il est quelque chose d'invisible[source secondaire souhaitée].
Barry travaille sur des œuvres composées de mots utilisés comme matériaux sur divers supports et sous diverses formes[source secondaire souhaitée].

## Œuvres
- Sans titre, encre sur papier, 22 × 28 cm, 1977, Musée d'art de Toulon.

### Livres d'artiste
- Livre Come on, 1987, Livre brochées, 21 × 14,8 cm, 1000 exemplaires, Editeur Imschoot, uitgevers Gand (Belgique)
- Art Lovers, 72 pages, 27,6 × 27,6 cm, 2006. Edition limitée de 270 exemplaires et 30 preuves d'artiste. Produit et publié par mfc-michèle didier.
- One Billion Colored Dots, ensemble de 25 volumes, 2008 pages par volume, 2008. Edition limitée de 30 exemplaires et 5 preuves d'artiste. Produit et publié par mfc-michèle didier.

### Multiples
- SOMETHING IN A BOX, 2014. 62 déclarations imprimées sur des cartes, placées dans une boîte en noyer. Chaque carte mesure 10,2 × 15,2 cm. Edition limitée de 24 exemplaires et 6 preuves d'artiste. Produit et publié par mfc-michèle didier.
- Somethings that..., 2016. Édition limitée à 24 sets de 3 volets numérotés et signés et 6 épreuves d'artiste. Volets : 27,9 × 21,5 cm chacun. Portefeuille : 27,98 × 21,54 × 0,6 cm. Produit et publié en 2016 par mfc-michèle didier.

## Expositions
- "SOMETHING IN A BOX by Robert Barry and other things in boxes by Philippe Cazal, Braco Dimitrijevic, Paul-Armand Gette and UNTEL", 2014, galerie mfc-michèle didier, Paris.
- "Taking your time - Robert Barry", 2012, galerie mfc-michèle didier, Paris.
- « Art & Project Bulletin et Continuous Project », Allen Ruppersberg, Robert Barry, Une proposition de Christophe Cherix, 2004-2005, Cneai, Chatou.
- Exposition avec Peter Downsbrough au Consortium à Dijon[2].